# Hospital Aviccena
 Hospital Aviccena é um hospital situado no estado de São Paulo.

## história
Fundado em 1984, o Grupo Aviccena ocupava, em princípio, um prédio de dimensões modestas, no centro de São Paulo. Em 1990, o Hospital Aviccena transferiu-se para uma unidade mais ampla, localizada na Zona Leste
Atualmente o hospital Aviccena é um dos principais hospitais da região. Atende exclusivamente a pacientes do setor privado,  O hospital possui ampla capacidade e uma estrutura completa de atendimento e internação em todas as especialidades médicas, clínicas e cirúrgicas e pediatria, serviços de diagnósticos e terapêuticos, pronto-socorro,centro-cirúrgico e UTI.
Está localizado a 100 metros do Estação Belém (Metrô de São Paulo)  em uma rua paralela à Radial Leste, a principal via de ligação do centro à Zona Leste, e próximo a outras grandes avenidas e à Marginal Tietê.

## O nome
O nome Aviccena é uma homenagem a uma das mais importantes personalidades da história da medicina, o filósofo e cientista Aviccena, em árabe Ibn Sinna, que viveu no século XI. Precursor dos estudos da técnica médica foi autor de diversos trabalhos traduzidos do árabe para o latim. 
Sua obra mais importante, o Cânon da Medicina, serviu de modelo para a instituição das primeiras escolas de medicina da Europa e durante três séculos, exerceu forte influência sobre a prática e o conhecimento médicos.